# Ischnarctia
Ischnarctia is een geslacht van vlinders van de familie spinneruilen (Erebidae), uit de onderfamilie Arctiinae.

## Soorten
- I. brunnescens Bartel, 1903
- I. cinerea (Pagenstecher, 1903)
- I. oberthueri (Rothschild, 1910)